# Xã Wade, Quận Jasper, Illinois
Xã Wade (tiếng Anh: Wade Township) là một xã thuộc quận Jasper, tiểu bang Illinois, Hoa Kỳ. Năm 2010, dân số của xã này là 4.475 người.